# Stazione di Napoli San Giovanni-Barra
Stazione di Napoli San Giovanni-Barra vasútállomás Olaszországban, Nápoly településen.

## Vasútvonalak
Az állomást az alábbi vasútvonalak érintik:
- Nápoly–Battipaglia-vasútvonal

## Kapcsolódó állomások
A vasútállomáshoz az alábbi állomások vannak a legközelebb:
- Stazione di Pietrarsa-San Giorgio a Cremano (Stazione di Castellammare di Stabia)
- Stazione di Napoli Gianturco (Stazione di Pozzuoli Solfatara, Line 2)
- Stazione di Napoli Gianturco (Stazione di Napoli Campi Flegrei)
- Stazione di Pietrarsa-San Giorgio a Cremano (Stazione di Salerno)